# Hemilophus leucogramma
Hemilophus leucogramma là một loài bọ cánh cứng trong họ Cerambycidae.